# Tinnosbanen
Tinnosbanen er en jernbane mellem Tinnoset og Hjuksebø i Norge. Indtil 2008 definerede Jernbaneverket Tinnosbanen som den 30 km lange strækning mellem Notodden og Tinnoset, mens hele strækningen fra Tinnoset til Hjuksebø var en del af Bratsbergbanen. Strækningen mellem Notodden og Hjuksebø betjenes af NSB's persontog, mens der ikke er regulær trafik mellem Tinnoset og Notodden.

## Historie
Tinnosbanen, der oprindeligt udgik fra Notodden brygge ved Heddalsvatnet, blev anlagt som privatbane af Norsk Transportaktieselskab. Den blev bygget som en del af en transportkæde, der skulle transportere kunstgødning fra Norsk Hydros fabrik i Rjukan til havnen i Skien. Planlægningen og byggeriet blev fra 1907 til 1909 ledet af ingeniøren Kristoffer Andreas Holmboe (1871–1956), der fra 1912 blev driftsbestyrer på Rjukanbanen. Det første tog fra Notodden til Tinnoset kørte 18. februar 1909, mens den officielle åbning fandt sted 9. august samme år. To år efter, 11. juli 1911, var elektrificeringen af banen færdig, hvilket gjorde den til Norges første elektriske normalsporede jernbane.
Den oprindelige transportkæde var som følger:
- Rjukanbanen, jernbanestrækningen fra Rjukan til Mæl, 16 km
- Tinnsjø jernbanefærge fra Mæl til Tinnoset, 30 km
- Tinnosbanen fra Tinnoset til Notodden, 34 km
- Telemarkskanalen fra Notodden til Skien, 54 km med pramme

I 1917 åbnedes Bratsbergbanen mellem Notodden og Borgestad, hvorved trafikken med pramme kunne bortfalde. Fra 1. juli 1920 til 1. juli 1955 tilhørte strækningen sammen med strækningen Notodden - Porsgrunn statsbaneselskabet Tinnoset-Porsgrunnbanen (T.P.B.). Fra 1. juli 1955 blev hele strækningen en ren statsbane. Persontrafikken på banen blev indstillet 1. januar 1991, og 5. juli samme år fulgte godstrafikken, efter at produktionen i Rjukan var blevet nedlagt.
I 2010 gik Jernbaneverket i gang med at renovere Tinnosbanen mellem Tinnoset og Notodden, så der atter kunne køres på den. Baggrunden var at Riksantikvaren 17. juni 2008 havde anbefalet, at anlæggene Rjukan - Notodden skulle optages på listen over kandidater til UNESCOs Verdensarvsliste.